# Segunda Categoría de Santo Domingo de los Tsáchilas 2017
El Campeonato Provincial de Segunda Categoría de Santo Domingo de los Tsáchilas 2017 llamado por motivos de patrocinio como Copa "Constructora Ing. Wilson Erazo" fue un torneo de fútbol en Ecuador en el cual compitieron equipos de la Provincia de Santo Domingo de los Tsáchilas. El torneo fue organizado por la Asociación de Fútbol No Amateur de Santo Domingo de los Tsáchilas (AFNATSA) y avalado por la Federación Ecuatoriana de Fútbol. El torneo empezó el 3 de mayo de 2017 y finalizó el 15 de julio de 2017. Participaron 8 clubes de fútbol y entregó 2 cupos al Zonal de Ascenso de la Segunda Categoría 2017 por el ascenso a la Serie B.

## Sistema de campeonato
El sistema determinado por la Asociación de Fútbol No Amateur de Santo Domingo de los Tsáchilas fue el siguiente:
- Se jugó una etapa única con los 8 equipos establecidos, fue todos contra todos ida y vuelta (14 fechas), al final los equipos que terminaron en primer y segundo lugar clasificaron a los zonales de Segunda Categoría 2017 como campeón y vicecampeón respectivamente, el equipo que se ubicó en el último lugar descendió a la Liga Amateur.

## Equipos participantes
| Equipos participantes                             | Equipos participantes | Equipos participantes            |
| ------------------------------------------------- | --------------------- | -------------------------------- |
|                                                   |                       |                                  |
| Equipo                                            | Ciudad                | Estadio                          |
| Club Cultural y Deportivo Águilas                 | Santo Domingo         | Estadio Etho Vega                |
| Club Deportivo Colorados Jaipadida Sporting Club  | Santo Domingo         | Estadio Obando y Pacheco         |
| Club Deportivo Japan Auto                         | Santo Domingo         | Estadio Obando y Pacheco         |
| Club Deportivo Nacional                           | Santo Domingo         | Estadio Obando y Pacheco         |
| Club Deportivo Ramos y Ramos                      | Santo Domingo         | Estadio Obando y Pacheco         |
| Club Deportivo Especializado Formativo San Rafael | La Concordia          | Estadio Jorge Chiriboga Guerrero |
| Club Deportivo Talleres                           | Santo Domingo         | Estadio Obando y Pacheco         |
| Club Deportivo Santo Domingo                      | Santo Domingo         | Estadio Obando y Pacheco         |

## Equipos por Cantón
| Cantón        | N.º | Equipos |
| ------------- | --- | --- |
| Santo Domingo | 7   | - Águilas - Talleres - Ramos y Ramos - Nacional - Japan Auto - Colorados Jaipadida - Deportivo Santo Domingo |
| La Concordia  | 1   | - San Rafael                                                                                                 |

## Clasificación
|  |    | Equipo                  | PJ | PG | PE | PP | GF | GC | DG  | PTS |
|  | -- | ----------------------- | -- | -- | -- | -- | -- | -- | --- | --- |
|  | 1. | San Rafael              | 14 | 9  | 4  | 1  | 32 | 9  | +23 | 31  |
|  | 2. | Talleres                | 14 | 9  | 2  | 3  | 35 | 21 | +14 | 29  |
|  | 3. | Águilas                 | 13 | 6  | 3  | 4  | 22 | 20 | +2  | 21  |
|  | 4. | Deportivo Santo Domingo | 13 | 6  | 2  | 5  | 29 | 23 | +6  | 20  |
|  | 5. | Nacional                | 13 | 4  | 3  | 6  | 17 | 24 | -7  | 15  |
|  | 6. | Colorados S.C.          | 14 | 4  | 1  | 9  | 18 | 25 | -7  | 13  |
|  | 7. | Ramos y Ramos           | 13 | 3  | 3  | 7  | 18 | 29 | -11 | 12  |
|  | 8. | Japan Auto              | 14 | 4  | 0  | 10 | 25 | 45 | -20 | 12  |

|  | Campeón y clasificado a los zonales de Segunda Categoría 2017.     |
|  | Vicecampeón y clasificado a los zonales de Segunda Categoría 2017. |
|  | Desciende a la Liga Amateur.                                       |

## Evolución de la clasificación
| Equipo / Jornada        | 01 | 02 | 03 | 04 | 05 | 06 | 07 | 08 | 09 | 10 | 11 | 12 | 13 | 14 |
| ----------------------- | -- | -- | -- | -- | -- | -- | -- | -- | -- | -- | -- | -- | -- | -- |
| San Rafael              | 1  | 2  | 3  | 5  | 6  | 4  | 2  | 2  | 3  | 1  | 1  | 1  | 1  | 1  |
| Talleres                | 7  | 4  | 1  | 4  | 5  | 6  | 5  | 5  | 5  | 4  | 2  | 2  | 2  | 2  |
| Águilas                 | 5  | 7  | 7  | 6  | 4  | 3  | 4  | 4  | 2  | 2  | 3  | 3  | 3  | 3  |
| Deportivo Santo Domingo | 6  | 6  | 5  | 3  | 3  | 2  | 1  | 3  | 1  | 3  | 4  | 4  | 4  | 4  |
| Nacional                | 2  | 3  | 4  | 2  | 1  | 1  | 3  | 1  | 4  | 5  | 5  | 5  | 5  | 5  |
| Colorados S.C.          | 3  | 1  | 2  | 1  | 2  | 5  | 6  | 6  | 6  | 6  | 6  | 6  | 6  | 6  |
| Ramos y Ramos           | 4  | 5  | 6  | 7  | 7  | 7  | 7  | 7  | 7  | 7  | 7  | 7  | 7  | 7  |
| Japan Auto              | 8  | 8  | 8  | 8  | 8  | 8  | 8  | 8  | 8  | 8  | 8  | 8  | 8  | 8  |

## Resultados
| Nacional     | 2 - 1 | Deportivo Santo Domingo | Obando y Pacheco         | 3 de mayo | 11:00 |
| Águilas      | 0 - 0 | Ramos y Ramos           | Obando y Pacheco         | 3 de mayo | 13:00 |
| San Rafael   | 4 - 1 | Japan Auto              | Jorge Chiriboga Guerrero | 3 de mayo | 13:00 |
| Colorados SC | 1 - 0 | Talleres                | Obando y Pacheco         | 3 de mayo | 15:00 |

| Japan Auto              | 1 - 4 | Colorados SC | Obando y Pacheco         | 6 de mayo | 11:00 |
| Deportivo Santo Domingo | 1 - 1 | San Rafael   | Obando y Pacheco         | 6 de mayo | 13:00 |
| Ramos y Ramos           | 0 - 0 | Nacional     | Obando y Pacheco         | 6 de mayo | 15:00 |
| Talleres                | 4 - 2 | Águilas      | Olímpico (Santo Domingo) | 7 de mayo | 11:00 |

| Nacional     | 2 - 2 | Águilas                 | Obando y Pacheco         | 13 de mayo | 11:00 |
| Japan Auto   | 0 - 5 | Talleres                | Obando y Pacheco         | 13 de mayo | 13:00 |
| Colorados SC | 0 - 1 | Deportivo Santo Domingo | Obando y Pacheco         | 13 de mayo | 15:00 |
| San Rafael   | 0 - 0 | Ramos y Ramos           | Jorge Chiriboga Guerrero | 14 de mayo | 14:00 |

| Águilas                 | 2 - 1 | San Rafael   | Obando y Pacheco         | 17 de mayo | 11:00 |
| Deportivo Santo Domingo | 5 - 3 | Japan Auto   | Olímpico (Santo Domingo) | 17 de mayo | 11:00 |
| Ramos y Ramos           | 0 - 1 | Colorados SC | Obando y Pacheco         | 17 de mayo | 13:00 |
| Talleres                | 0 - 3 | Nacional     | Obando y Pacheco         | 17 de mayo | 15:00 |

| Japan Auto              | 0 - 3 | Ramos y Ramos | Obando y Pacheco         | 20 de mayo | 11:00 |
| Colorados SC            | 0 - 2 | Águilas       | Obando y Pacheco         | 20 de mayo | 13:00 |
| Deportivo Santo Domingo | 4 - 4 | Talleres      | Obando y Pacheco         | 20 de mayo | 15:00 |
| San Rafael              | 1 - 1 | Nacional      | Jorge Chiriboga Guerrero | 21 de mayo | 14:00 |

| Águilas       | 3 - 2 | Japan Auto              | Obando y Pacheco         | 27 de mayo | 11:00 |
| Nacional      | 2 - 0 | Colorados SC            | Obando y Pacheco         | 27 de mayo | 13:00 |
| Ramos y Ramos | 1 - 5 | Deportivo Santo Domingo | Obando y Pacheco         | 27 de mayo | 15:00 |
| San Rafael    | 2 - 0 | Talleres                | Jorge Chiriboga Guerrero | 28 de mayo | 15:00 |

| Talleres                | 3 - 2 | Ramos y Ramos | Obando y Pacheco         | 3 de junio | 11:00 |
| Japan Auto              | 2 - 0 | Nacional      | Obando y Pacheco         | 3 de junio | 13:00 |
| Colorados SC            | 0 - 1 | San Rafael    | Obando y Pacheco         | 3 de junio | 15:00 |
| Deportivo Santo Domingo | 1 - 0 | Águilas       | Olímpico (Santo Domingo) | 4 de junio | 13:00 |

| Nacional      | 4 - 1 | Japan Auto              | Obando y Pacheco         | 10 de junio | 11:00 |
| Ramos y Ramos | 3 - 4 | Talleres                | Obando y Pacheco         | 10 de junio | 13:00 |
| Águilas       | 1 - 0 | Deportivo Santo Domingo | Obando y Pacheco         | 10 de junio | 15:00 |
| San Rafael    | 3 - 1 | Colorados SC            | Jorge Chiriboga Guerrero | 11 de junio | 15:00 |

| Deportivo Santo Domingo | 4 - 1 | Ramos y Ramos | Obando y Pacheco | 17 de junio | 09:00 |
| Japan Auto              | 3 - 5 | Águilas       | Obando y Pacheco | 17 de junio | 11:00 |
| Talleres                | 1 - 1 | San Rafael    | Obando y Pacheco | 17 de junio | 15:00 |
| Colorados SC            | 3 - 0 | Nacional      | Obando y Pacheco | 18 de junio | 15:00 |

| Ramos y Ramos | 0 - 3 | Japan Auto              | Obando y Pacheco         | 21 de junio | 11:00 |
| Águilas       | 2 - 2 | Colorados SC            | Obando y Pacheco         | 21 de junio | 13:00 |
| Nacional      | 0 - 2 | San Rafael              | Olímpico (Santo Domingo) | 21 de junio | 13:00 |
| Talleres      | 2 - 0 | Deportivo Santo Domingo | Obando y Pacheco         | 21 de junio | 15:00 |

| Colorados SC | 1 - 2 | Ramos y Ramos           | Obando y Pacheco         | 24 de junio | 11:00 |
| Japan Auto   | 4 - 2 | Deportivo Santo Domingo | Obando y Pacheco         | 24 de junio | 13:00 |
| Nacional     | 2 - 5 | Talleres                | Obando y Pacheco         | 24 de junio | 15:00 |
| San Rafael   | 3 - 0 | Águilas                 | Jorge Chiriboga Guerrero | 25 de junio | 15:00 |

| Deportivo Santo Domingo | 4 - 1 | Colorados SC | Obando y Pacheco         | 1 de julio | 11:00 |
| Águilas                 | 2 - 0 | Nacional     | Obando y Pacheco         | 1 de julio | 13:00 |
| Talleres                | 3 - 0 | Japan Auto   | Obando y Pacheco         | 1 de julio | 15:00 |
| Ramos y Ramos           | 1 - 7 | San Rafael   | Olímpico (Santo Domingo) | 2 de julio | 13:00 |

| Nacional     | 1 - 5 | Ramos y Ramos           | Obando y Pacheco         | 8 de julio | 11:00 |
| Colorados SC | 4 - 5 | Japan Auto              | Obando y Pacheco         | 8 de julio | 13:00 |
| Águilas      | 1 - 2 | Talleres                | Obando y Pacheco         | 9 de julio | 15:00 |
| San Rafael   | 3 - 1 | Deportivo Santo Domingo | Jorge Chiriboga Guerrero | 9 de julio | 15:00 |

| Talleres                | 2 - 0 | Colorados SC | Olímpico (Santo Domingo) | 15 de julio    | 15:00          |
| Japan Auto              | 0 - 3 | San Rafael   | Obando y Pacheco         | 15 de julio    | 15:00          |
| Ramos y Ramos           | -     | Águilas      | No se programó           | No se programó | No se programó |
| Deportivo Santo Domingo | -     | Nacional     | No se programó           | No se programó | No se programó |

## Campeón
| |
| Club Deportivo Especializado Formativo San Rafael 2.° Título Clasifica a los zonales de la Segunda Categoría 2017 - También clasifica Club Deportivo Talleres como Vicecampeón. |